# Turska gora
La Turska gora est un sommet des Alpes culminant à 2 251 mètres d'altitude dans la partie centrale des Alpes kamniques, en Slovénie.
La crête est s'élève au-dessus de la brèche Kotliči qui sépare la Turska gora du Brana. Dotée d'une arête, la face sud penche vers la vallée Kamniška Bistrica, et le versant ouest est en pente douce, partant de la terrasse Mali podi. Tourmentée et abrupte, la face nord donne sur la rive droite de la vallée de Logarska dolina, et c'est le ravin Turski žleb qui fait la séparation avec le Mala Rinka à l'ouest.
La première ascension homologuée a été entreprise en 1893 par Miha Kos et Miha Uršič par la crête est, partant du col Kamniško sedlo et passant par la brèche Kotliči.

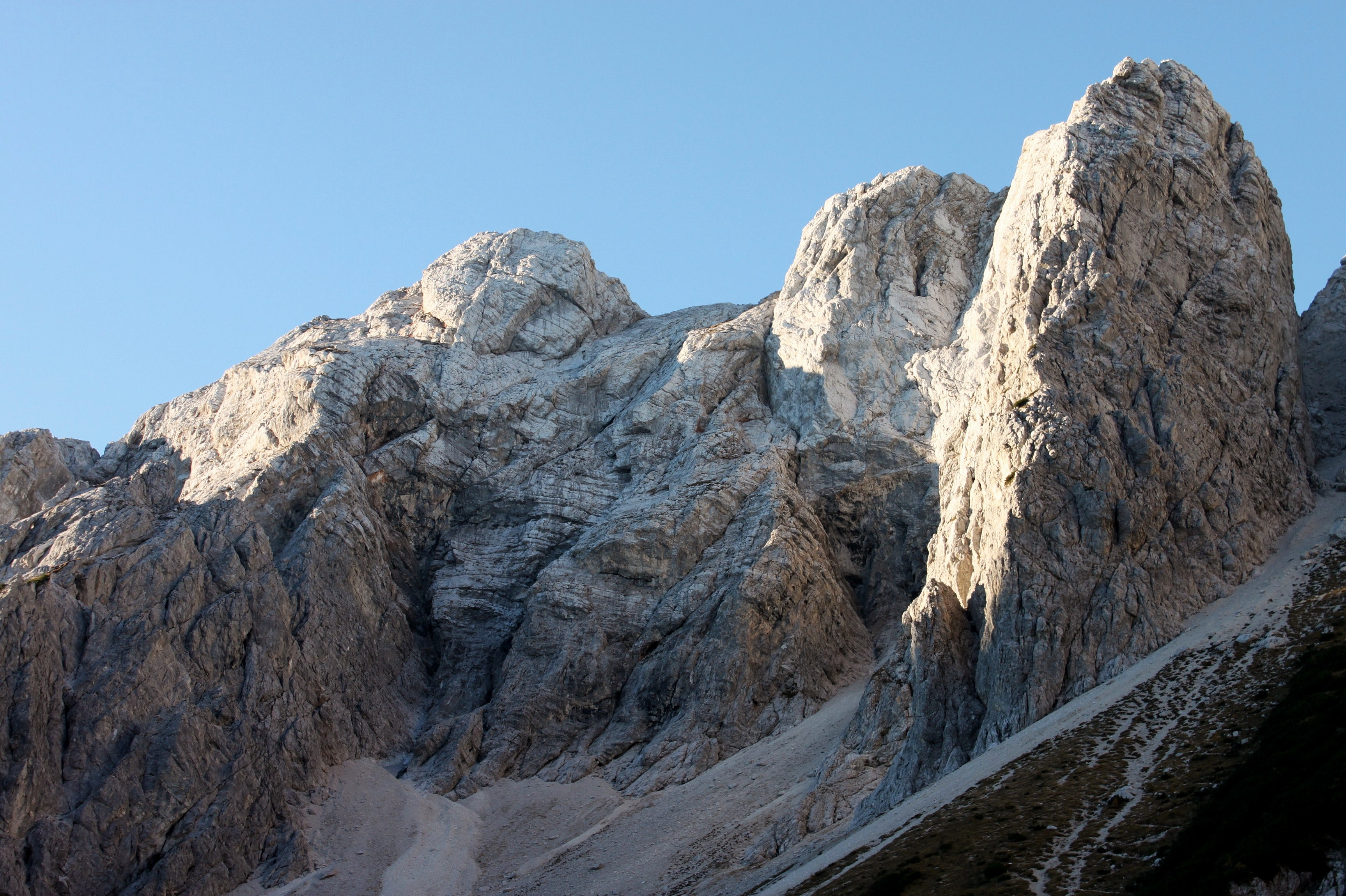
Vue de la face nord.